# Chile na Zimowych Igrzyskach Olimpijskich 1994
Chile na Zimowych Igrzyskach Olimpijskich 1994 – występ kadry sportowców reprezentujących Chile na igrzyskach olimpijskich w Lillehammer. Reprezentacja liczyła troje zawodników – samych mężczyzn. Był to jedenasty start reprezentacji Chile na zimowych igrzyskach olimpijskich.

## Reprezentanci

### Narciarstwo alpejskie
Mężczyźni
| Zawodnik         | Konkurencja | Czas    | Pozycja | Źródło |
| ---------------- | ----------- | ------- | ------- | ------ |
| Nils Linneberg   | Zjazd       | 1:49.80 | 42.     | [ 1 ]  |
| Diego Margozzini | Zjazd       | 1:55.32 | 49.     | [ 1 ]  |
| Alexis Racloz    | Supergigant | 1:41.12 | 47.     | [ 2 ]  |
| Nils Linneberg   | Supergigant | DNF     | DNF     | [ 2 ]  |

| Zawodnik         | Konkurencja | Zjazd   | Zjazd   | Slalom         | Slalom         | Slalom         | Slalom  | Czas końcowy     | Pozycja          | Źródło |
| Zawodnik         | Konkurencja | Czas    | Pozycja | Czas przejazdu | Czas przejazdu | Czas całkowity | Pozycja | Czas końcowy     | Pozycja          | Źródło |
| Zawodnik         | Konkurencja | Czas    | Pozycja | 1              | 2              | Czas całkowity | Pozycja | Czas końcowy     | Pozycja          | Źródło |
| ---------------- | ----------- | ------- | ------- | -------------- | -------------- | -------------- | ------- | ---------------- | ---------------- | ------ |
| Diego Margozzini | Kombinacja  | 1:45.07 | 51.     | 59.68          | 57.64          | 1:57.32        | 31.     | 3:42.39          | 32.              | [ 3 ]  |
| Nils Linneberg   | Kombinacja  | 1:40.84 | 35.     | 1:00.36        | DSQ            | DNF            | DNF     | Nieklasyfikowany | Nieklasyfikowany | [ 3 ]  |
| Alexis Racloz    | Kombinacja  | 1:45.67 | 53.     | DNF            | DNF            | DNF            | DNF     | Nieklasyfikowany | Nieklasyfikowany | [ 3 ]  |